# Musée-domaine Ilia Répine Zdravnevo
Le Musée-domaine Ilia Répine Zdravnevo ou Zdravniova (en russe : Музей-усадьба И. Е. Репина «Здравнёво» ; en biélorusse : Музей-сядзіба I. Я. Рэпіна «Здраўнёва») est créé en 1988, dans la propriété qui a appartenu au peintre russe Ilia Répine. C'est une filiale du Musée régional de Vitebsk. Le domaine est situé à une vingtaine de kilomètres au nord de la ville de Vitebsk, le long de la Dvina occidentale.
Le complexe du musée comprend un manoir qui a été restauré et dans lequel se trouvent l'essentiel des pièces exposées, une maison du personnel dans lequel se trouve une salle d'exposition et un sous-sol. La surface du domaine qui est classée est de 8,8 ha, sur un total de 35 ha. La salle d'exposition et le bâti a une surface de 212 mètres carrés. Dans celle-ci, sont exposés des objets utilisés par la famille Répine, des meubles fin XIXe siècle et des découvertes archéologiques provenant du domaine et des environs.
Sur le territoire de la propriété subsiste une allée de tilleuls plantée par le peintre Répine lui-même.
En 2010, un premier festival et concours de Patchwork a eu lieu dans le domaine.

## Répine et l'école artistique de Vitebsk

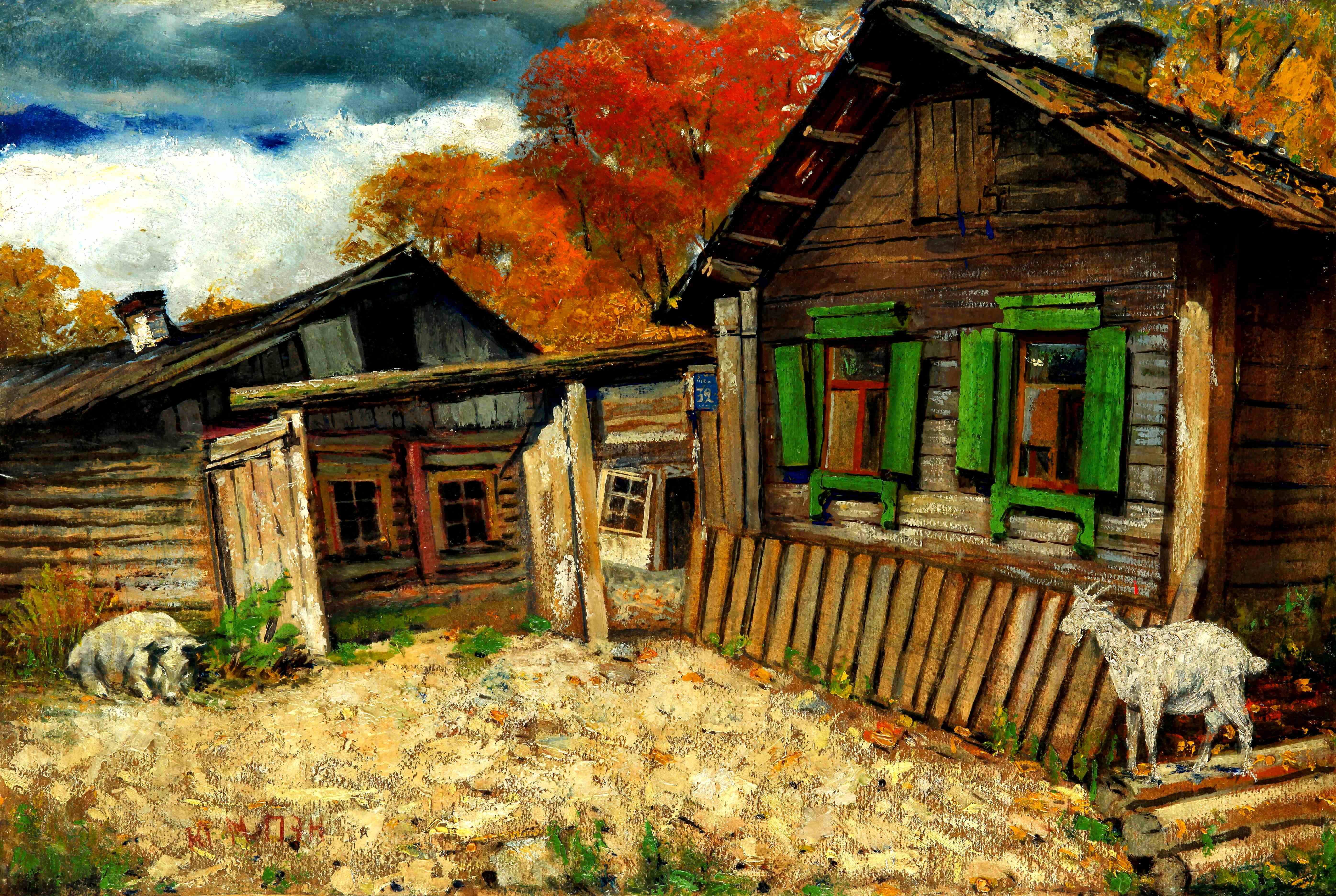
Iouri Pen. Maison avec une chèvre 1920

La ville de Vitebsk est située à une vingtaine de kilomètres au sud du domaine de Zdravnevo. C'est une ville de province mais elle dispose déjà de structures culturelles à la fin du XIXe siècle. Plusieurs peintres plus ou moins proches du groupe des Ambulants travaillent, exposent et enseignent dans la ville : Julius von Klever, Iouri Pen. Klever était parfois considéré comme le maître de Pen. Quant à Pen lui-même, il s'installe dans la ville en 1891 et crée l'école artistique de Vitebsk en 1892. Il a comme élève Marc Chagall pendant quelques mois, et restera plus tard son ami quand Chagall reviendra de Paris (de 1914 à 1922). En 1892, c'est un grand maître de la peinture russe, Ilia Répine, qui vient s'installer dans une campagne proche de la ville. Il y acquiert une superbe propriété au bord de la Dvina occidentale, à Zdravnevo. Il va y passer tous les étés de 1892 à 1900 avec toute sa famille et y reçoit de nombreux amis artistes. À son ami Léon Tolstoï, qui lui demande pourquoi il a choisi de s'installer près de Vitebsk, il répond qu'il aime le pittoresque de la ville qui lui paraît semblable à Tolède. La ville se trouve le long de la Dvina, dans un vallon encaissé, où les rues en pente lui donnent un aspect pittoresque dans un pays au relief relativement plat. L'historienne d'art Claire Le Foll, trouve des raisons plus profondes à cet attachement à Vitebsk. Répine est lié d'amitié à Vladimir Stassov, un des chefs de fille des Ambulants. Stassov défend des idées libérales favorables à l'éducation des masses. Il n'est pas chauvin et prône le développement des différentes écoles nationales. À Vitebsk, Répine peut s'attacher à des peuples variés : des Biélorussiens, des Polonais, des Lituaniens et des Juifs. Quand il construit sa maison dans la propriété de Zdravnevo en 1893, il emploie une majorité d'artisans juifs. Sur le dessin d'une barrière on retrouve ainsi une étoile de David,,.
Répine observe encore une autre activité des Juifs : le halage à contre-courant sur la Dniva. C'est un thème qu'il avait déjà utilisé dans les années 1870, mais sur la Volga. Il étudie depuis longtemps le type du Juif biblique et recherche l'authenticité, à l'instar des Ambulants, en essayant de coller à la réalité. Or Vitebsk, c'est la ville où on trouve des modèles. Durant ses séjours en Biélorussie dans sa propriété, Répine s'intéresse aussi aux paysans biélorusses. Il voulait participer à la prise de conscience par ce peuple de son passé historique et de la résistance dont il a fait preuve dans son histoire. Répine ne resta pas longtemps à Vitebsk et n'y venait que l'été. Il n'a pas, à l'instar de Iouri Pen, créé d'école dans la ville. Mais par sa seule présence, il contribue à la vie culturelle de Vitebsk. C'est grâce à lui, et à la présence d'une communauté juive accueillante, que Iouri Pen s'est décidé à s'installer à Vitebsk et à y créer une école.